# Karl-Erik Löfqvist
Karl-Erik Erland Löfqvist, född den 7 juli 1907 i Borås, död den 20 januari 1986 i Ystad, var en svensk historiker och skolman.
Löfqvist avlade filosofisk ämbetsexamen vid Uppsala universitet 1930 och filosofie licentiatexamen vid Lunds universitet 1934. Han promoverades till filosofie doktor i Lund 1935 och var ordförande för Lunds studentkår höstterminen detta år. Löfqvist var lärare vid Malmö högre allmänna läroverk för gossar 1935–1937 och blev lektor vid högre allmänna läroverket i Östersund 1938 samt vid Vasa högre allmänna läroverk i Göteborg 1946. Han var tjänstledig från lektoratet och rektor vid högre allmänna läroverket i Ystad 1943–1973. Löfqvist invaldes som ledamot av Kungliga Samfundet för utgivande av handskrifter rörande Skandinaviens historia 1962. Han blev riddare av Nordstjärneorden 1953. Löfqvist författade Om riddarväsen och frälse i nordisk medeltid (doktorsavhandling 1935), Historiska problem (1952), Svensk historia i bild (1952) samt uppsatser och recensioner i facktidskrifter och dagspress. År 1974 tilldelades han Ystads kommuns kulturpris.